# Alexander Moyzes
Alexander Moyzes   (Kláštor pod Znievom, 4 de setembre de 1906 - Bratislava, 20 de novembre de 1984) fou un compositor eslovac.
Estudià en el Conservatori de Praga, aconseguint el seu diploma el 1930 en la classe de Vítězslav Novák. Fou professor de composició de l'Acadèmia de Música de Bratislava, on entre altres alumnes tingué a Dezider Kardos.

## Biografia
Moyzes va néixer en una família de músics el 1906 a Kláštor pod Znievom, llavors Imperi Austrohongarès. El seu pare era el compositor i pedagog Mikuláš Mojžiš. Després d'estudis tècnics anteriors, el 1925 va ingressar al Conservatori de Praga, on va estudiar orgue, direcció i composició. Es va graduar el 1929 i va estudiar a la classe magistral de Vítězslav Novák, de la qual es va graduar l'any següent amb la seva Obertura per a orquestra, Opus 10. Va ser Novák qui el va dirigir la seva atenció a la música eslovaca, font de la seva inspiració.
El 1929, Moyzes va ser nomenat membre del professorat de l'Acadèmia de Música i Drama d'Eslovàquia a Bratislava. Va esdevenir professor de composició al Conservatori de Bratislava el 1941 i va passar uns quants anys com a principal assessor musical de Radio Bratislava, fins que es va obligar a dimitir el 1948. En la seva fundació va ser nomenat professor de composició a l'Acadèmia de Música de Bratislava, on va ensenyar, no menys de tres generacions de compositors eslovacs. Va dirigir l'Acadèmia com a rector des del 1965 fins al 1971, i al llarg dels anys va assumir moltes funcions importants en la vida musical del seu país. Va morir a Bratislava.
Amb Eugen Suchoň i Ján Cikker, Alexander Moyzes és considerat un dels tres compositors principals de la seva generació a Eslovàquia. Aconseguí crear un estil de composició totalment d'inspiració eslovaca, tot i que tenia en compte les tendències contemporànies de la música europea, síntesi que consolidarà en els seus darrers anys. Entre d'altres alumnes si comptaren: Igor Bázlik, Vladimír Bokes, Peter Breiner, Ladislav Burlas i Karol Elbert.

## Obres
Orquestra
- Down the River Váh, Op. 26 (1935)
- Pohronie Dances, Op. 43 (1950)
- Gemer Dances, Op. 51 (1956)
- Violin Concerto, Op. 53[1]
- Symphony No. 1 in D major, Op. 31 (1929, rev. 1937)
- Symphony No. 2 in A minor, Op. 16 (1932)
- Symphony No. 3 in B flat major, Op. 18 (1942)
- Symphony No. 4 in E flat major, Op. 38 (1947, rev. 1957)
- Symphony No. 5 in F major, Op. 39 (1947–48)
- Symphony No. 6 in E major, Op. 44 (1951)
- Symphony No. 7, Op. 50 (1954–55)
- Flute Concerto, Op. 61[2]
- Symphony No. 8, Op. 64 (1968–69)
- Symphony No. 9, Op. 69 (1971)
- Symphony No. 10, Op. 77 (1977–78)
- Symphony No. 11, Op. 79
- Symphony No. 12, Op. 83
- Concertino, per a orquestra.
- Dues Obertures,
- Una òpera per a telefonia sense fils.
- Tres Cantates,
- Música per l'escena,

El 1933 s'interpretà a Praga el seu Quintet per a instruments de vent.
Cambra
- Quatre Quartets de Corda (Op. 8, 66, 83 sense núm, d'Opus)[3]

Piano
- Jazz Sonata per a dos pianos, op. 14